# 10735 Seine
10735 Seine eller 1988 CF6 är en asteroid i huvudbältet som upptäcktes den 15 februari 1988 av den belgiske astronomen Eric W. Elst vid La Silla-observatoriet. Den är uppkallad efter den franska floden Seine.
Asteroiden har en diameter på ungefär 3 kilometer.